# Valle del Huasco
El valle del Huasco es el valle donde discurre el río Huasco. Está ubicado en la provincia de Huasco, región de Atacama, Chile.
Cerca de la localidad de Las Juntas, el río Huasco se divide en dos ramas principales, que toman los nombres de río El Tránsito y río El Carmen, los que anteriormente se conocían por “río de Los Naturales” y “río de Los Españoles”, respectivamente.

## Turismo
El valle del Huasco es llamado turísticamente como Jardín de Atacama, se ubica en la Provincia de Huasco, cuya capital provincial es la ciudad de Vallenar que cuenta con variados servicios turísticos. 
Desde Vallenar al interior del valle del río Huasco, se accede a varias localidades rurales como Los Morteros, Las Porotas, Camarones y Carrizal Blanco, ubicadas entre esta ciudad y el Embalse Santa Juana, el camino bordea este embalse hasta la comuna de Alto del Carmen accediendo a villorrios agrícolas como El Solar, El Algodón, El Sombrío y la localidad de Las Juntas donde es posible encontrar la unión de los ríos El Tránsito y El Carmen.
Los atractivos naturales y culturales del denominado Huasco Alto, destacan por su buenas condiciones climáticas, la existencia de recursos culturales y gastronómicos con marcada identidad local.
Desde el poblado de Alto del Carmen se accede al Valle del Tránsito con orígenes en la cultura diaguita, donde destacan localidades como Chigüinto, Chanchoquin Chico, El Tránsito, Pinte, Conay y Juntas de Valeriano. También se accede al Valle del Carmen con una fuerte tradición española, aquí se puede visitar localidades como Retamo, San Félix, La Higuerita, Las Breas y El Corral.Ambos valles están rodeados de relieves abruptos donde la vegetación y aridez de los cerros se transforman en un marco de variadas formas y colores.
En estas localidades podrá desarrollar actividades ecoturísticas y de agroturismo además de disfrutar de una variada gama de productos naturales.
Desde Vallenar, hacia la costa se puede visitar antiguas haciendas agrícolas y poblados como Freirina, Huasco Bajo y Huasco, accediendo al Humedal del Río Huasco, las playas cercanas y desarrollar un recorrido por las maravillas del Desierto florido, el Parque nacional Llanos de Challe y sus hermosas cactáceas y guanacos silvestres; extensas playas o hacia los rincones históricos de antiguos poblados mineros.
El Valle del Huasco cuenta con excelentes condiciones para la observación de los cielos, además de un clima que lo convierte en un destino adecuado para los adultos mayores y para quienes gustan de la naturaleza. Al visitarlo, se recomienda degustar los reconocidos pajarete y pisco producidos en la zona, junto a otros destilados artesanales.

### Atractivos

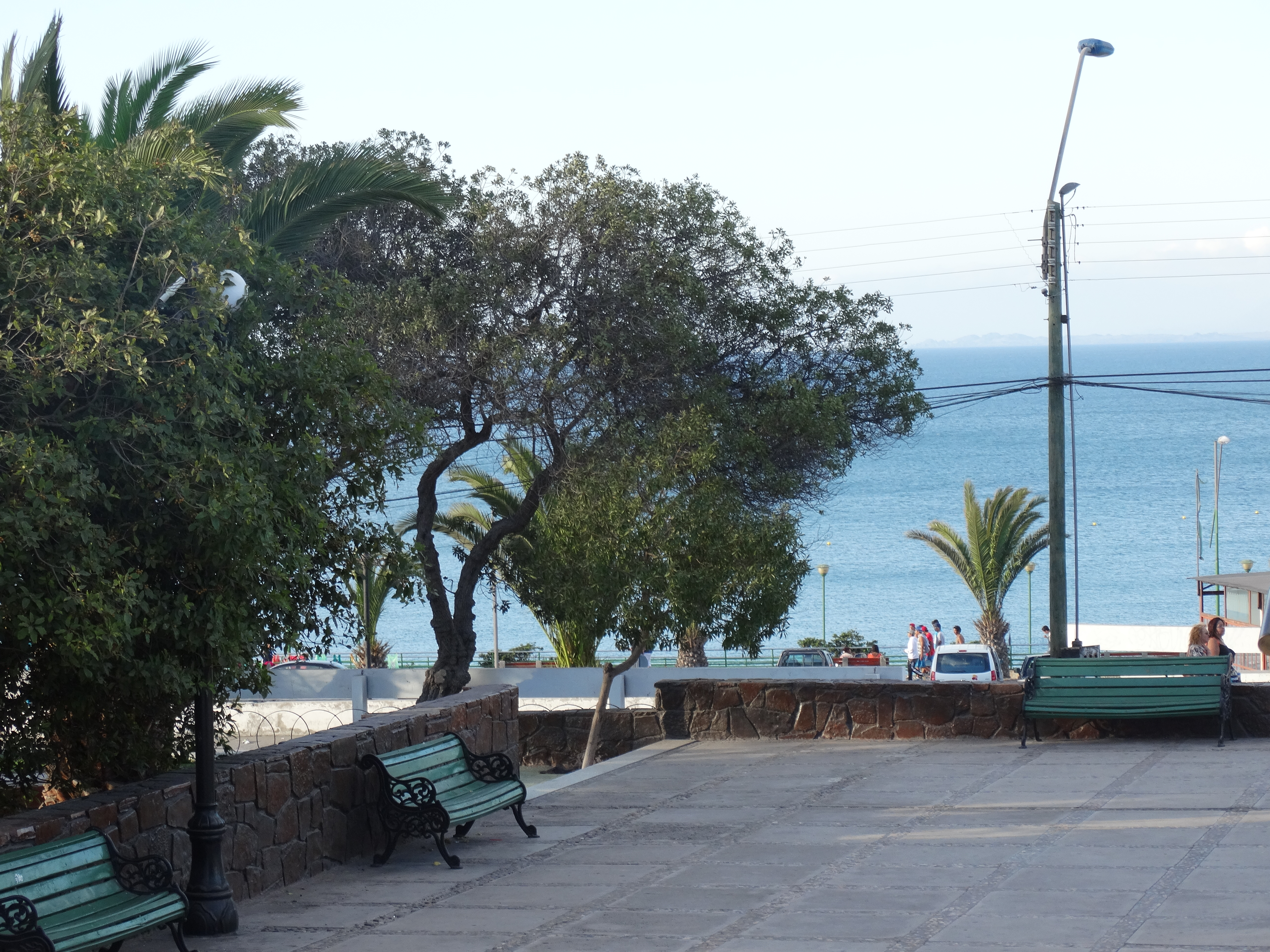
Plaza de Armas de Huasco.

Alto del Carmen: Alto del Carmen, capital comunal, es la puerta de entrada a los valles de los ríos El Tránsito y El Carmen. Este territorio era conocido antiguamente como Huasco Alto. Pequeño poblado de antigua tradición agrícola asiento de encomenderos y hacendados españoles y grupos indígenas donde destacan los descendientes diaguitas, los que fueron conformando características y tradiciones típicas para este lugar.
El Templo parroquial de Nuestra Señora del Carmen data de 1826, construida con gruesas paredes de adobe constituye una de las construcciones más antiguas de la Región de Atacama, donde se celebra cada 16 de julio su fiesta religiosa.
Ofrece algunos servicios de alimentación, alojamiento, venta de artesanía y productos típicos locales, entre los que destaca el pajarete, el licor de granada y el licor de níspero.
Desde Alto del Carmen se pueden realizar excursiones a los alrededores y hacia los valles de El Tránsito y el Carmen.
Freirina: La ciudad de Freirina fue fundada en 1752, ascendiendo al título de Villa de Freirina, el 8 de abril de 1824. Se accede desde la ciudad de Vallenar a 36 km hacia el poniente.
Su antiguo auge durante el siglo XIX, gracias a la minería, le otorgaron durante mucho tiempo un rango de importancia nacional y prueba de ello son los variados monumentos nacionales, tales como la iglesia Santa Rosa de Lima del año 1870 y el edificio Los Portales, entre otras edificaciones privadas.
Entre sus productos destaca la típica artesanía en greda y totora, la que es realizada por un grupo de artesanos de la comuna. Rodeada la ciudad de campos de olivos, se producen aceitunas y aceite de oliva artesanal.

## Accesos
Desde la ciudad de Santiago, la ciudad de Vallenar se localiza a 660 km hacia el norte. Posteriormente, por rutas asfaltadas, se accede hacia el oriente a la comuna de Alto del Carmen y El Tránsito.